# 7197 Pieroangela
7197 Pieroangela este un asteroid din centura principală de asteroizi.

## Descriere
7197 Pieroangela este un asteroid din centura principală de asteroizi. A fost descoperit pe 16 ianuarie 1994 la Cima Ekar de Andrea Boattini și Maura Tombelli. Asteroidul prezintă o orbită caracterizată de o semiaxă mare de 2,62 ua, o excentricitate de 0,23 și o înclinație de 7,2° în raport cu ecliptica.